# Guitarra rusa
La guitarra rusa es una guitarra acústica de siete cuerdas que se comenzó a fabricar en Rusia a finales del siglo xviii. Comparte la mayoría de sus características organológicas con la guitarra española, aunque algunos historiadores insisten en que desciende de la guitarra inglesa. En ruso se conoce como semistrunnaya gitara (семиструнная гитара) o de cariño como semistrunka (семиструнка). Usualmente se afinan como un acorde de sol abierto: re2, sol2, si2, re3, sol3, si3, re4. En la literatura clásica, la afinación de la cuerda más grave (re2) se afina en do.

## Historia
Aunque varias fuentes le atribuyen la invención de la guitarra rusa a Andréi Sijra (1773-1850), hay evidencia de que el instrumento ya se usaba cuando Sijra comenzó su carrera. Sin embargo, es cierto que Sijra tuvo una participación importante en la creación de la escuela de guitarra rusa. Compuso más de mil obras, setenta y cinco de las cuales fueron reeditadas en la década de 1840 por Fiódor Stelovski y nuevamente en 1885 por Gutheil (Гутхейль). Algunas de ellas volvieron a ser publicadas en 1926 en la Unión Soviética.
La primera obra conocida escrita para guitarra de siete cuerdas se publicó en San Petersburgo, el 15 de diciembre de 1798 por Ignác Held (1766-1816). 
Algunos guitarristas profesionales han utilizado la versión rusa de la guitarra de siete cuerdas debido a su gran flexibilidad, pero también ha sido utilizada por aficionados como acompañamiento (especialmente entre los bardos rusos) debido a la relativa simplicidad de algunos acordes básicos y la facilidad para tocar un bajo alternado.

## Construcción
La construcción de la guitarra rusa es muy similar a la de la guitarra occidental de seis cuerdas, si dejamos a un lado la cuerda adicional. Están presentes los mismos componentes básicos: cabeza, clavijas, hueso (o cejuela), mástil, diapasón, trastes, alma (en las guitarras más modernas), tacón, cuerpo, puente y hueso del puente (o selleta), tapa, boca, roseta, fondo, aros, cuerdas. Las maderas utilizadas y el diseño de la estructura interna también son similares.

### Tipos
Hay dos tipos básicos de guitarra rusa: el modelo "clásico" y el modelo "gitano". El modelo clásico se parece mucho a la guitarra clásica occidental, que tiene seis cuerdas de nailon o tripa. El modelo gitano tiene cuerdas de acero y se parece más a la guitarra acústica occidental de seis cuerdas, aunque su forma y tamaño suelen ser más variados.
Alguna vez también fue popular una versión de la guitarra rusa con dos mástiles. Generalmente, esas guitarras tenían 11 o 12 cuerdas: un mástil con trastes y siete cuerdas y otro sin trastes y con cuatro o cinco cuerdas. También hay algunos ejemplares raros construidos con un cuerpo ovalado. 

### Cabeza
La cabeza o clavijero se encuentra en el extremo del mástil más alejado del cuerpo de la guitarra. Los modelos modernos tienen clavijeros metálicos (también conocidos como "maquinaria"), pero los instrumentos más antiguos, especialmente del siglo xix, tienen clavijeros de fricción (como los utilizados en los violines). Existen dos principales diseños del clavijero en cuanto a la disposición de las clavijas: "4+3", en donde hay cuatro clavijas del lado de las cuerdas graves y tres del lado de las cuerdas agudas, y "3+1+3", en donde hay tres clavijas a cada lado del clavijero y una en el medio. El hueso o cejuela es una pequeña pieza alargada hecha tradicionalmente de hueso, pero a veces también se usan materiales como el plástico, el latón, entre otros.

### Mástil

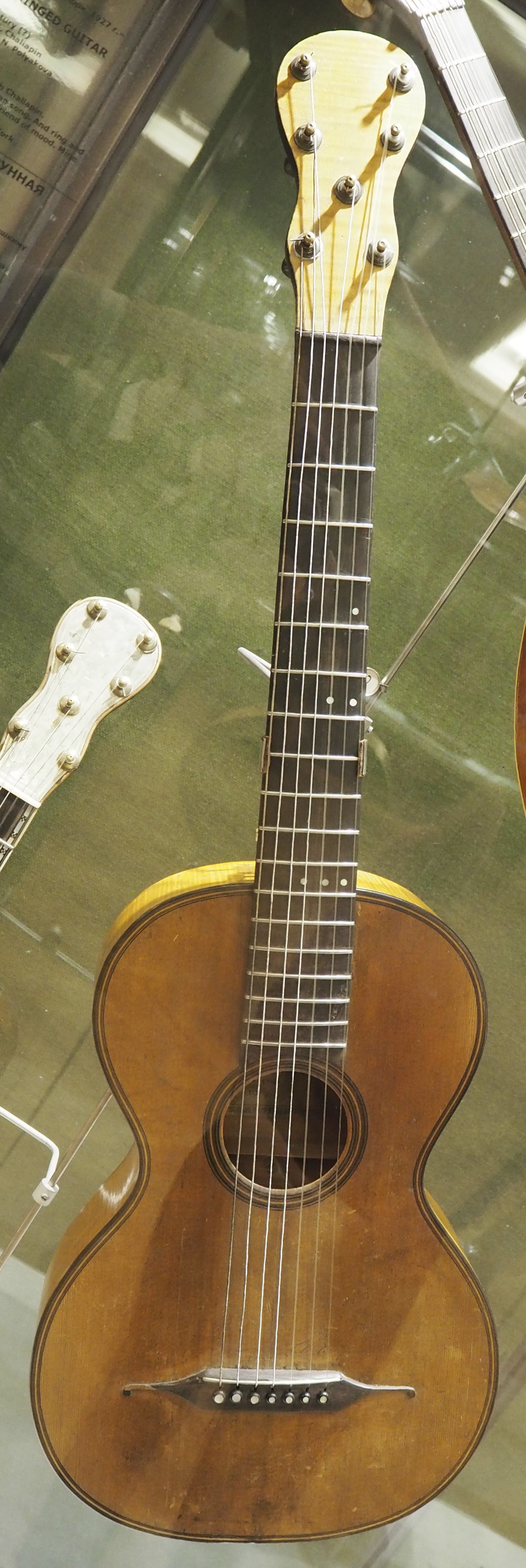
Guitarra rusa fabricada por Ivan Krasnoshchokov

Tanto la cabeza como el diapasón y el alma (en caso de tenerla) están unidos a una larga pieza de madera, y en conjunto estas piezas constituyen el mástil. La madera utilizada para fabricar el diapasón suele ser distinta de la madera utilizada en el resto del mástil. El talón es el punto en el que el mástil se une al cuerpo de la guitarra.

### Diapasón
El diapasón está hecho de madera dura (comúnmente se utiliza o ébano o palo de rosa) y tiene trastes hechos de metal como el latón o el acero. El espaciado de los trastes casi siempre sigue el sistema occidental de temperamento igual de doce tonos. La superficie del diapasón puede ser plana o ligeramente curva, aunque, a diferencia de la guitarra occidental de seis cuerdas, el radio de curva de la guitarra rusa suele ser un poco menor. Las incrustaciones (inlays, en inglés) para marcar algunas posiciones sobre el diapasón son comunes y se realizan en los mismos trastes que en las guitarras de seis cuerdas: normalmente en los trastes 5, 7, 9 y 12.

### Cuerpo
La tapa suele estar hecha de abeto o cedro y su tamaño y forma son muy parecidos a los de una guitarra de seis cuerdas. En general, las proporciones de las guitarras clásicas de siete cuerdas (con cuerdas de nailon) son similares a las de las guitarras de seis cuerdas. Las guitarras de modelo gitano (con cuerdas de acero) pueden tener proporciones similares a las occidentales, pero con frecuencia la parte superior del cuerpo es más estrecha y la boca más grande. El cuerpo puede tener o no un corte en la parte superior (cutaway, en inglés).
El puente está hecho de una madera dura similar a la que se usa en el diapasón, y la selleta del puente suele estar hecha de hueso o, a veces, de plástico. En instrumentos más antiguos, a veces se utilizaba el marfil.
Con frecuencia, en la construcción del modelo gitano de cuerdas de acero se incluye un golpeador hecho generalmente de plástico laminado; normalmente, en el modelo clásico no se añade.

### Cuerdas
Como ya se ha dicho, las guitarras rusas pueden tener cuerdas de nailon (o de otro material no metálico) o de acero (o de otro metal equivalente), dependiendo de si el instrumento es un modelo clásico o gitano. En los instrumentos clásicos, las cuatro cuerdas más graves generalmente están recubiertas de metal y las tres cuerdas más agudas no. En los instrumentos gitanos se recubren cinco cuerdas y se dejan dos sin recubrir.

### Medidas
Las proporciones de las guitarras rusas no suelen ser muy diferentes a las de las guitarras occidentales de seis cuerdas. Esto tiene sentido desde el punto de vista acústico, puesto que la tesitura de ambos instrumentos es similar. Sin embargo, hay una diferencia física notable en el espaciado de las cuerdas: puesto que las guitarras rusas tienen un mástil esencialmente del mismo ancho que las guitarras de seis cuerdas, sus cuerdas están más juntas.
Comparación de medidas:
|                                | Clásica de 6 cuerdas | Ruso de 7 cuerdas  |
| ------------------------------ | -------------------- | ------------------ |
| Longitud total                 | 990 milímetros       | 1,000 milímetros   |
| Longitud del cuerpo            | 490 milímetros       | 490 milímetros     |
| Ancho del lóbulo inferior      | 368 milímetros       | 365 milímetros     |
| Ancho de la cintura            | 245 milímetros       | 245 milímetros     |
| Ancho de lóbulo superior       | 270 milímetros       | 260 milímetros     |
| Profundidad del cuerpo         | 112 milímetros       | 114 milímetros     |
| Diámetro de la boca            | 89 milímetros        | 90 milímetros      |
| Longitud del diapasón          | 630–650 milímetros   | 610–650 milímetros |
| Ancho del mástil (en el hueso) | 49–51 milímetros     | 46–50 milímetros   |
| Tipo de diapasón               | plano                | radial             |
| Tipo de mástil                 | esquinas redondeadas | anillos anuales    |

### Lateralidad
Existen guitarras rusas para zurdos, pero son muy raras.

## Afinación

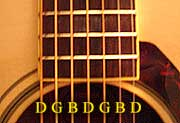
En la guitarra rusa, las cuerdas al aire forman un acorde de sol mayor.

Tradicionalmente, las guitarras rusas se afinan de forma diferente a las guitarras españolas. En la guitarra española el acorde que forman las cuerdas al aire es un mi menor 11 (Em11), mientras que en la guitarra rusa forman un sol mayor. Además, mientras que la afinación de la guitarra española utiliza cuartas y una tercera mayor (sol3-si3), la afinación de la guitarra rusa utiliza cuatro terceras (sol2-si2, si2-re3, sol3-si3 y si3-re3) y dos cuartas (re2-sol2 y re3-sol3). Por lo tanto, su afinación es re2 sol2 si2 re3 sol3 si3 re4.

### Orígenes

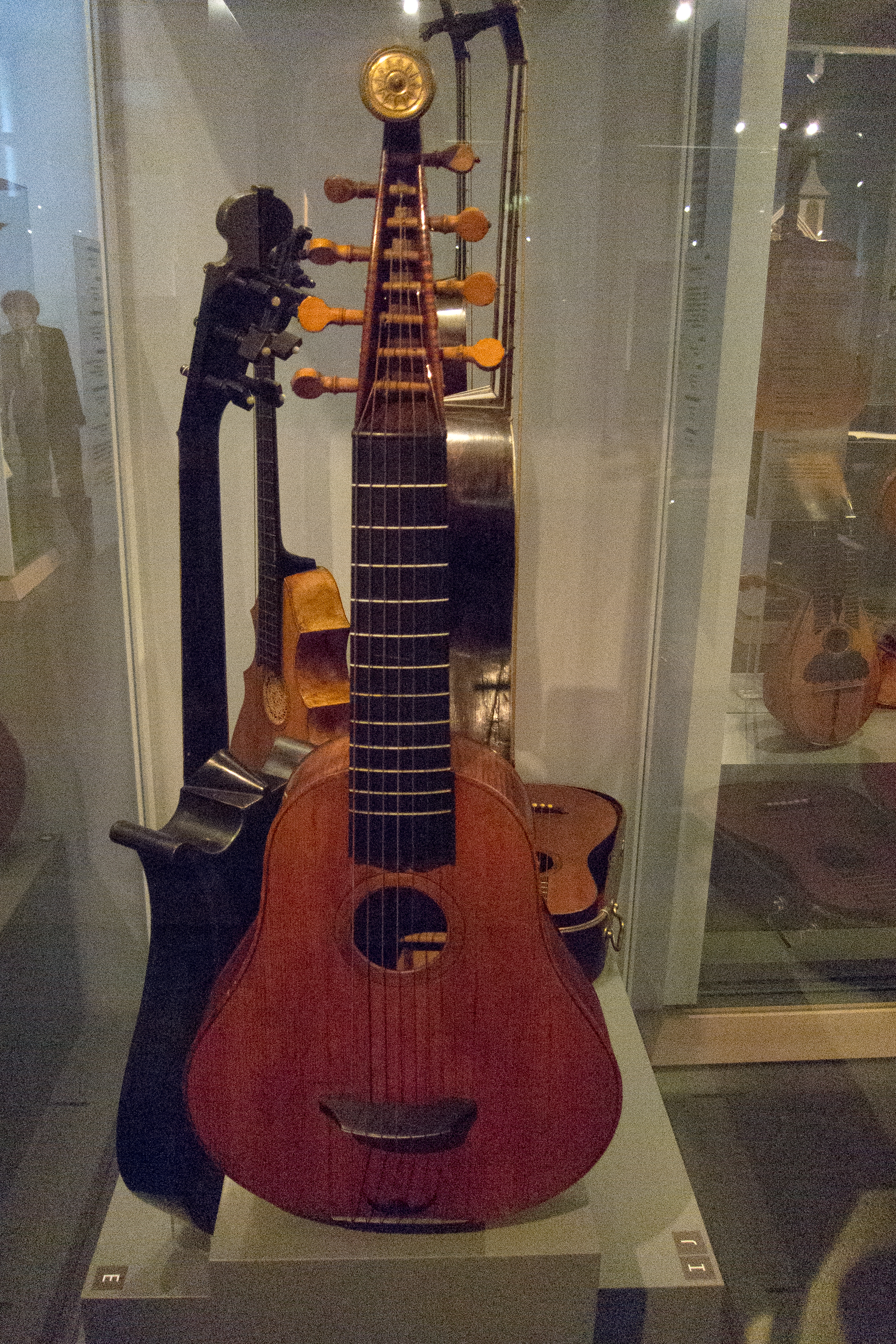
"Sister" (Deutsche Guitarre) elaborada por Johann Wilhelm Bindernagel alrededor de 1800.

Se cree que esta afinación viene del cistro barroco, específicamente del cistro alemán llamado Waldzither. Según Valerian Rusanov, "en Leipzig hubo un músico llamado Scheidler que tocaba el cistro y que añadió una cuerda de bajo al instrumento".Estos instrumentos musicales, fabricados por Gerard J. Deleplanque, G. Le Blond, Johann Georg Ochstermann y Johann Wilhelm Bindernagel, fueron distribuidos a lo largo del río Elba, y pueden encontrarse actualmente en el Museo Nacional Ruso de Músicay el Museo de Instrumentos Musicales de Leipzig.  La llamada "deutsche Guitarre"ya tenía algunas de las características de una guitarra moderna de siete cuerdas hace 200 años, como el varetaje "vienés" y el diapasón radial. Uno de los primeros intérpretes de cistros de siete cuerdas en Alemania fue Johann David Scheidler  y Johann Clauduis Hanff,  este último trabajó más tarde en San Petersburgo, Rusia.
Años después de Johann David Scheidler, en Maguncia hubo un guitarrista llamado Christian Gottlieb Scheidler que también tocaba con una afinación abierta en sol al tocar laúd, pero no hay evidencia de que fueran parientes. 

### Atribución a Andréi Sijra
Algunos historiadores de la guitarra insisten en que la afinación de la guitarra rusa de siete cuerdas fue inventada en 1793 por Andréi Sijra, un reconocido arpista del siglo xviii, con la intención de adaptar la afinación del arpa para la guitarra y de esa forma facilitar la ejecución de arpegios a imitación del arpa:

Sijra también tocaba la guitarra de seis cuerdas, dotado de gran talento para la música, y además era un virtuoso del arpa. Al final del siglo pasado [xviii] en Moscú, pensó en construir, partiendo de la guitarra de seis cuerdas, un instrumento que fuera más cercano al arpa y a la forma de sus arpegios, pero al mismo tiempo más melódico: añadió una séptima cuerda a la guitarra y cambió su afinación.
Stajovich M. A., "Ensayo sobre la historia de la guitarra de siete cuerdas" (Очерк истории семиструнной гитары), Moskvitanin (Москвитанин), 1854, vol. IV, no. 13, p. 2

Ese sonido, producido por el encadenamiento de quintas justas, fue descubierto por Sijra.

## Prácticas en la interpretación

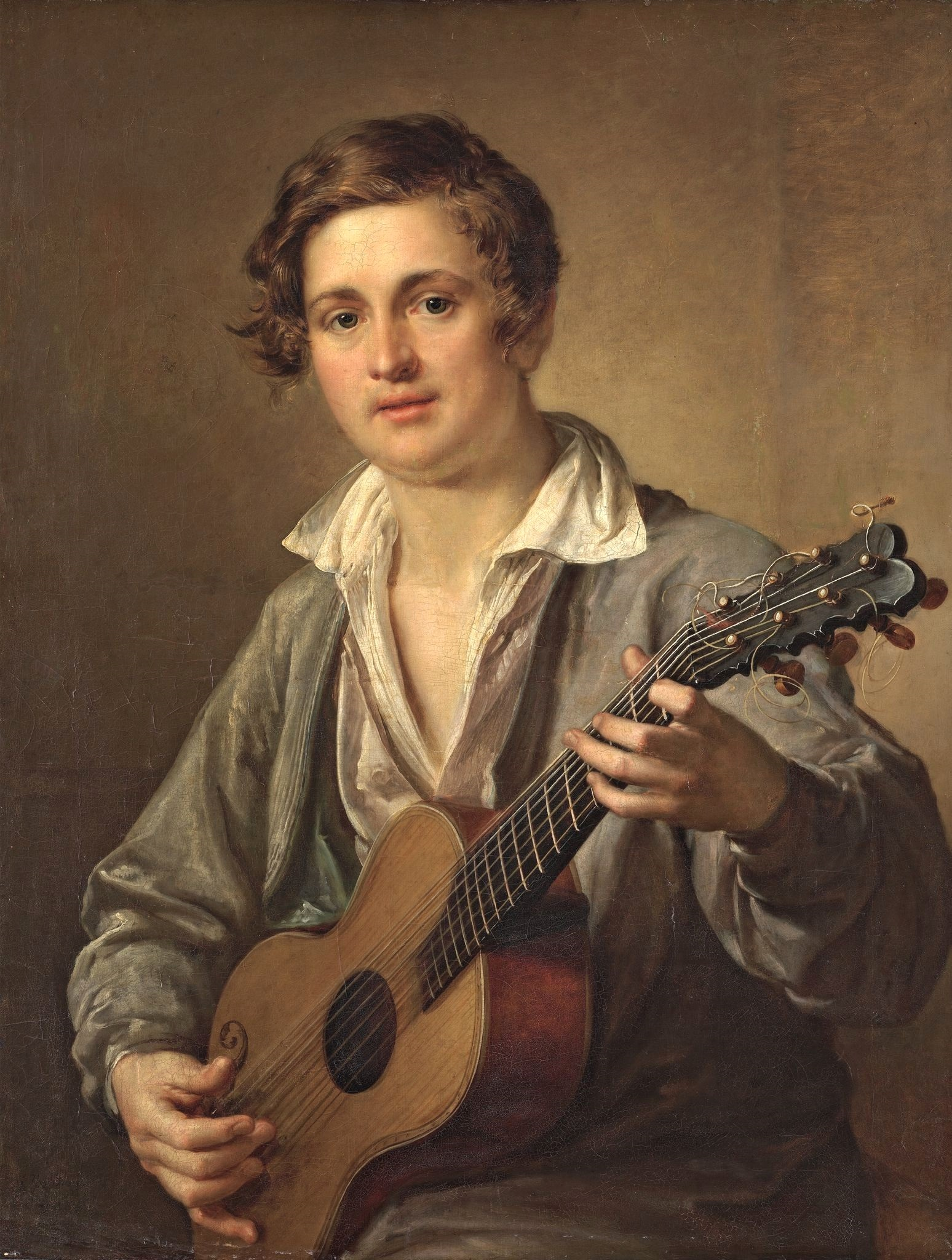
"El guitarrista" de V. A. Tropinin (1823)

La guitarra rusa se toca tradicionalmente sin púa. Se utilizan los dedos para rasguear o para pulsar notas individualmente.
La afinación abierta en sol permite tocar acordes mayores utilizando un solo dedo de la mano izquierda (o de la mano derecha si la guitarra es zurda), como en el caso de los acordes con cejilla. Por ejemplo, el acorde de la mayor se puede tocar simplemente como una cejilla en el segundo traste, el de si mayor como cejilla en el cuarto, el de do mayor en el quinto, el de re mayor en el séptimo y así sucesivamente (aunque también se pueden tocar los acordes mayores con formas más complejas para cambiar la disposición de sus voces). Una cantidad significativa de los acordes con forma de sol abierto solo utilizan seis o cinco cuerdas, por lo que el intérprete debe silenciar o evitar tocar algunas cuerdas.
Probablemente la diferencia más notoria entre las afinaciones de la guitarra española y la guitarra rusa sea la capacidad de tocar acordes con una disposición de las voces más cerrada, parecida a la de un piano. Por ejemplo, un acorde de mi menor en una guitarra española (tocando los trastes 0, 2, 2, 0, 0, 0) generalmente se toca de la nota más grave a la más aguda en el siguiente orden: mi (fundamental), si (quinta), mi (fundamental), sol (tercera menor), si (quinta) y mi (fundamental). En una guitarra rusa es posible tocar mi menor (trastes 2, 0, 0, 2, 0, 0, 2) como mi (fundamental), sol (tercera menor), si (quinta), mi (fundamental), sol (tercera menor), si (quinta) y mi (fundamental), pero también se puede tocar con la misma disposición del mi menor en una guitarra de seis cuerdas tocando los trastes 9, 9, X, 9, 9, 8, 9.
La disposición de voces más cerrada es particularmente notoria en los acordes de séptima de dominante, incluyendo los acordes de séptima sin fundamental (que en realidad son acordes disminuidos).
Es bastante común que los guitarristas rusos (en especial aquellos que cantan al mismo tiempo que tocan, como los bardos rusos) suban o bajen la afinación libremente, ya sea para que se adapte mejor a su voz o para variar la tensión de las cuerdas. Vladímir Visotski, célebre cantante y compositor soviético, habitualmente afinaba dos semitonos más abajo, e incluso hasta tres para tener una afinación abierta en mi. Además, las variaciones de la afinación abierta en sol eran bastante comunes: por ejemplo, Bulat Okudzhava usaba la afinación re2, sol2, do3, re3, sol3, si3, re4 para tocar canciones escritas en do, mientras que el bardo Serguéi Nikitin afinaba su guitarra en sol menor abierto: re2, sol2, do3, re3, sol3, si♭3, re4.
Hay más de 1000 acordes diferentes posibles para la afinación estándar en sol abierto, muchas escuelas diferentes para la técnica de la mano izquierda y la mano derecha, además de una gran cantidad de archivos de transposiciones musicales de música clásica y música compuesta para la guitarra rusa a lo largo de 200 años en Rusia. Debido a que gran parte de esta música se publicó durante la Unión Soviética, solo una pequeña cantidad salió de Rusia, y es difícil conseguir partituras impresas de música para guitarra rusa en otras partes del mundo como Europa o América.

### Adaptaciones para la guitarra de seis cuerdas
Una práctica común entre los guitarristas que tocan romances rusos y música de bardos en guitarras de seis cuerdas es afinar sus guitarras utilizando variaciones de la afinación de la guitarra rusa de siete cuerdas. Por ejemplo:
- sol2, si2, re3, sol3, si3, re4 (sin el re2 de bajo; afinación que presente comúnmente en los dobros)
- re2, si2, re3, sol3, si3, re4 (sin el sol2 grave)
- re2, sol2, re3, sol3, si3, re4 (sin el si2 grave; afinación abierta en sol estándar para seis cuerdas utilizada por el bardo Alexandr Rozenbaum)
- re2, sol2, si2, sol3, si3, re4 (sin el re3 medio; afinación utilizada por Bulat Okudzhava en sus últimos años, cuando adoptó la guitarra de seis cuerdas) [18]

## Popularidad
Durante muchos años, la guitarra de siete cuerdas fue mucho más popular en Rusia que la guitarra de seis cuerdas, la cual era una rareza en Rusia hasta antes de la revolución de 1917. La guitarra rusa ganó una popularidad significativa en la segunda mitad del siglo xix con la creciente popularidad de las canciones para guitarra de "romances urbanos".
La guitarra de seis cuerdas se volvió importante por primera vez en el mundo de la guitarra clásica rusa cuando Andrés Segovia hizo una gira por la Unión Soviética en 1926. Muchos guitarristas clásicos rusos comenzaron a usar la afinación de la guitarra de seis cuerdas (mi, la, re, sol, si, mi), posiblemente buscando algo nuevo y emocionante con lo que dar vida a su arte reprimido. El guitarrista clásico Piotr Agafoshin adoptó ese nuevo instrumento y escribió un libro en ruso sobre técnica para la guitarra de seis cuerdas, el cual sigue siendo pertinente hasta el día de hoy. 
La guitarra rusa siguió siendo el estándar para los músicos populares hasta la década de 1960, cuando nació un fuerte interés por la música alternativa o underground como el jazz y por los grupos de rock occidental como los Beatles y Elvis Presley .
Sin embargo, el surgimiento de la música de bardos rusa, la cual se basaba mayormente en la técnica popular de la guitarra rusa utilizada en los "romances urbanos", evitó que la guitarra de siete cuerdas perdiera relevancia. Vladímir Visotski, posiblemente el bardo más famoso de Rusia, nunca abandonó su relación exclusiva con la guitarra de siete cuerdas hasta su muerte en 1980. Bulat Okudjava, uno de los bardos pioneros, cambió a la guitarra de seis cuerdas a principios de la década de 1990, pero continuó afinándola en sol abierto (sin el re3 medio).
Gracias al auge de los bardos y a la producción industrial barata, en los años setenta se podía comprar una guitarra rusa nueva por tan solo 12 rublos. Las fábricas soviéticas continuaron produciendo de forma exclusiva guitarras de siete cuerdas durante bastante tiempo antes de iniciar el cambio gradual para satisfacer la demanda de guitarras de seis cuerdas a mediados y hasta finales de los años setenta. Antes de eso, los guitarristas occidentales de pop y rock acostumbraban modificar las guitarras soviéticas baratas de siete cuerdas y usarlas como guitarras de seis cuerdas (o a veces incluso como bajos) afinándolas de manera estándar (mi, la, re, sol, si, mi) o manteniendo las siete cuerdas pero con una afinación equivalente a la estándar de seis cuerdas: si, mi, la, re, sol, si, mi.
De forma paralela, se sabe que los guitarristas rusos migrantes que vivían en países occidentales, en donde solo había guitarras de seis o doce cuerdas, las modificaban para tener guitarras de siete cuerdas y así tocar mejor sus canciones rusas favoritas.
Recientemente, el repertorio para guitarra rusa ha sido objeto de una revalorización en el mundo académico y se ha interpretado con mayor frecuencia gracias al trabajo de Oleg Timoféyev, quien ha desenterrado y grabado obras del compositor Matvéi Stepánovich Pavlov-Azanchéyev (1888-1963). 

## Compositores de música para guitarra rusa
- Yevgueni Bachurin
- Ignác František (von) Held
- Serguéi Oréjov
- Matvéi Pavlov-Azanchéyev
- Vasili Sarenko
- Andréi Sijra
- Vladímir Vavílov
- Mijaíl Vysotski
- Vladímir Vysotski